# Bathytoma gabrielae
Bathytoma gabrielae é uma espécie de gastrópode da família Borsoniidae.